# Дьюла Живоцький
Дьюла Живоцький (угор. Zsivótzky Gyula; нар. 25 лютого 1937 — пом. 29 вересня 2007) — угорський легкоатлет, який спеціалізувався в метанні молота.

## З життєпису
Олімпійський чемпіон з метання молота (1968).
Дворазовий срібний олімпійський призер з метання молота (1960, 1964). Фіналіст (5-те місце) змагань з метання молота на Олімпіаді-1972.
Триразовий чемпіон Універсіад з метання молота (1959, 1961, 1965). Срібний призер Універсіади з метання молота (1963).
Чемпіон Європи з метання молота (1962). Срібний (1966) та бронзовий (1958) призер чемпіонатів Європи з метання молота. Фіналіст чемпіонатів Європи з метання молота — 4-те місце в 1969 та 11-те місце в 1971.
Переможець змагань з метання молота на Кубку Європи (1967).
13-разовий чемпіон Угорщини з метання молота (1958—1970).
Дворазовий рекордсмен світу з метання молота — 73,74 (1965); 73,76 (1968).
7-разовий рекордсмен Європи з метання молота — 68,22, 69,53 (обидва — 1960); 69,58, 69,64, 70,42 (всі — 1962); 73,74 (1965); 73,76 (1968).
Тренувався у Йожефа Чермака, олімпійського чемпіона з метання молота (1952).
По завершенні змагальної кар'єри працював у бізнесі з пошиття та продажу одягу, пізніше — спортивним функціонером. 1988 року був обраний до складу Олімпійського комітету Угорщини. Очолював спортивний клуб «Уйпешт». Входив до керівництва Федерації легкої атлетики Угорщини.

## Визнання
- Спортсмен року Угорщини (1965, 1968)
- 2006 року на честь Живоцького названий астероїд — 175437 Zsivótzky

## Сім'я
- Дружина — Магдольна Комка[en] (1949—2024) — багаторазова чемпіонка Угорщини зі стрибків у висоту, учасниця Олімпійських ігор.
  - Син — Дьюла Живоцький (нар. 1966) — футболіст, чемпіон Європи серед юнаків (1984).
  - Син — Аттіла Живоцький (нар. 1977) — легкоатлет, срібний призер чемпіонату світу з десятиборства (2005).

## Відео
- Виступ Дьюли Живоцького на Олімпіаді-1968 на YouTube